# Ministry of Defence Police
La Ministry of Defence Police (police du ministère de la défense) (MDP) est une force de police spéciale relevant du ministère de la Défense du Royaume-Uni. Les membres du MDP ne sont pas des policiers militaires et ne doivent pas être confondus avec la Royal Military Police ou toute autre organisation de la police militaire.
Bien que superficiellement similaire aux autres forces de police du Royaume-Uni, le MDP a des rôles, des fonctions et des responsabilités très différentes. Les principales responsabilités du MDP consistent à assurer la sécurité armée et à lutter contre le terrorisme, ainsi que d'assurer des services de police en uniforme et des services d'enquête limités pour les biens, le personnel et les installations du ministère de la Défense dans l'ensemble du Royaume-Uni. Le rôle différent est clairement confirmé par le nombre d'arrestations effectuées par des officiers du MDP contre des forces employant un nombre similaire de policiers (Sussex Police (en) et Avon and Somerset Constabulary (en)). En 2016, les agents du MDP ont procédé à 61 arrestations. À titre de comparaison, au cours de l'année se terminant en mars 2017, la Sussex Police a procédé à 17 506 arrestations, tandis que la Avon and Somerset Constabulary a enregistré 26 694 arrestations pour des crimes à déclaration obligatoire.
Les officiers du MDP sont désignés constables en vertu du Ministry of Defence Police Act 1987 (en). Tous les officiers du MDP sont formés pour utiliser des armes à feu et 90% des personnes en service sont armés à tout moment.
La force a été créée en 1971 à la suite de la fusion de trois constabulaires de service distinctes: l'Air Force Department Constabulary, l'Army Department Constabulary et l'Admiralty Constabulary. La force, composée de deux divisions, est basée sur MDP Wethersfield (en), dans l’Essex.
La force compte un certain nombre de départements spécialisés et fournit également des agents aux détachements de police internationaux; y compris à l’étranger, et assure notamment la formation des forces de police résidentes dans ces régions. Ces missions à l'étranger sont menées dans le cadre des mandats des Nations Unies, de l'OTAN ou du Foreign and Commonwealth Office.
Le MDP a subi une importante restructuration dans le cadre des mesures d'austérité prises par le gouvernement de coalition après 2010 et de l'Examen de la défense et de la sécurité stratégiques. Son budget a été réduit de 360 millions à 180 millions de livres et il dut perdre 20% de ses effectifs et jusqu'à 50% de ses stations d'ici 2016. La nouvelle force, plus petite, se concentre sur des tâches "haut de gamme" telles que la sécurité des armes nucléaires et le maintien de l'ordre armé mobile dans le domaine de la défense.
En mars 2017, le MDP comptait 2 594 officiers de police et 199 agents de police basés dans de nombreux lieux du Ministère de la défense du Royaume-Uni. Pour ce qui est du nombre d'officiers, il s'agit de la deuxième plus grande des trois forces de police spéciales et de la 18e des 48 forces de police du Royaume-Uni.

## Historique
La police du ministère de la Défense a été créée en 1971 par la fusion de trois constabulaires civiles, l'Air Force Department Constabulary (auparavant placée sous le contrôle du ministère de l’air), l'Army Department Constabulary (auparavant placée sous le contrôle du War Office) et l'Admiralty Constabulary (auparavant sous le contrôle de l'Amirauté).
Ces dernières constabulaires ont été formées à la suite du Special Constables Act 1923, bien que leur histoire puisse être retracée beaucoup plus loin en tant que gardiens. Leurs pouvoirs provenaient de différentes sources législatives. En 1984, le Comité spécial de la défense de la Chambre des communes a reconnu les difficultés rencontrées par la police du ministère de la Défense, les recommandations du comité ont conduit à l'adoption du Ministry of Defence Police Act 1987.
Au cours de la période 2004-2013, le MDP faisait partie du Ministry of Defence Police and Guarding Agency (en) (MDPGA), aux côtés du Ministry of Defence Guard Service (en) (civil) en uniforme. À la suite des réductions du budget de la défense britannique découlant de l'examen stratégique de la défense et de la sécurité de 2010, le MDPGA a été dissous le 1er avril 2013. Le MDP a retrouvé son statut de force de police autonome. Le MSG a été fortement réduit et est devenu une partie intégrante de la nouvelle Defence Infrastructure Organisation (en).

## Fonction
La principale responsabilité du MDP est de surveiller le domaine de la défense dans tout le Royaume-Uni, y compris la sécurité armée de première ligne sur les sites de haute sécurité; il s'occupe à la fois du personnel militaire et civil. Bien que certains critiques de la presse et des groupes de pression considèrent le MDP comme une force paramilitaire, cette affirmation est niée par le MDP et le gouvernement britannique.
Les exigences du ministère de la Défense relatives au MDP s'articulent autour de six capacités principales :
- Sécurité nucléaire armée
- Police territoriale et sécurité
- Collecte et analyse de renseignements pour soutenir le déploiement efficace des ressources du MDP
- La prévention, la recherche et la détection de la fraude et de la corruption, ainsi que le vol ou les dommages pénaux d’équipement et de moyens de défense essentiels.
- Fournir un soutien spécialisé en matière de police civile à la défense et à d'autres engagements internationaux en matière de police, conformément à la politique du gouvernement britannique.
- Maintenir des capacités de police spécialisées pouvant être déployées à bref délai dans le cadre de mesures prises pour faire face à des besoins imprévus dans les établissements de défense du Royaume-Uni.

### Déploiement et emplacements
Le MDP est actuellement déployé sur environ 55 sites de défense au Royaume-Uni. Ceux-ci incluent, mais ne sont plus limités à, des établissements militaires, des zones d’entraînement militaire, des chantiers navals royaux et l’Atomic Weapons Establishment. Depuis janvier 2008, le MDP a également pour mission d'assurer la sécurité armée de quatre terminaux de gaz au Royaume-Uni, qui font partie de l'infrastructure nationale essentielle. En février 2015, le MDP a déployé des agents à temps plein au GCHQ Cheltenham, ceci en réponse à l'augmentation de 2014 du niveau de menace terroriste internationale.
Le MDP était autrefois présent dans 120 sites du ministère de la Défense, tels que l’Arsenal royal, les dépôts de munitions et de stockage, les usines royales et les centres de recherche de la défense. La fin de la guerre froide et des troubles en Irlande du Nord, ainsi que la fermeture ultérieure de l'arsenal royal de Woolwich et la privatisation d'entités telles que les usines Royal Ordnance, ont réduit le nombre de sites nécessitant une présence du MDP. De nombreuses zones des forces armées qui dépendaient auparavant du MDP pour la sécurité armée ont transféré ce rôle au Modèle:Languie. Certains ont conservé une présence du MDP uniquement à des fins de maintien de l'ordre, même si leur nombre est réduit.

## Juridiction
Les officiers du MDP sont certifiés en tant que constables dans l’une des trois juridictions du Royaume-Uni: Angleterre et Pays de Galles, Écosse et Irlande du Nord, mais ne peuvent exercer leurs pouvoirs que dans les affaires concernant les biens du ministère de la Défense dans l’ensemble du Royaume-Uni, ainsi que dans les circonstances décrites ci-dessous. La compétence des officiers du MDP concerne la matière plutôt que la zone géographique et est énoncée dans l'article 2 du Ministry of Defence Police Act 1987 (en), qui a été modifié par la loi de 2001 relative à la lutte contre le terrorisme, la criminalité et la sécurité. Les officiers du MDP sont basés dans tout le Royaume-Uni et exercent leur compétence sur les questions liées à la Défense; ils ne sont cependant pas tenus d'être sur des terres appartenant au ministère de la défense.
En vertu du Serious Organised Crime and Police Act 2005 (en), le MDP est une force de police spéciale. Cela donne aux agents du MDP une indemnité conditionnelle leur permettant d’exercer les pouvoirs conférés à un agent de police d’un corps de police territorial si une infraction ou un incident se produit en dehors de leur juridiction naturelle. De plus, le MDP est en mesure de fournir des officiers et des unités spécialisées aux forces de police territoriales sur une base d'assistance mutuelle.
Les agents du MDP sont en mesure d'assumer les pouvoirs d'agents de police des forces de police territoriales ou d'autres forces de police spéciales, telles que la British Transport Police, dans certaines situations. C'est ce que l'on appelle une «compétence étendue» et l'utilisation de ces pouvoirs est décrite dans le Ministry of Defence Police Act. Des protocoles sont en place pour régir les relations entre la police du MoD et les forces locales dans ces circonstances.

### Protocoles de police avec les autres forces
Les accords locaux conclus avec les forces de police territoriales sont conclus conformément aux protocoles généraux conclus entre le chef du PDM et d'autres agents de police en chef. Celles-ci définissent les relations de travail convenues entre le MDP et les autres forces de police; décrivant, le cas échéant, les domaines de responsabilité. Les protocoles prévoient des consultations et une coopération entre les forces afin de fournir les meilleurs services de police sur le terrain.

## Surveillance
Contrairement aux autres forces de police spéciales du Royaume-Uni, le MDP ne dispose d'aucun pouvoir de police chargé de superviser ses fonctions. Toutefois, le Comité de la police du ministère de la défense, créé par le Ministry of Defence Police Act 1987, conseille le secrétaire d'État à la Défense sur les questions concernant le MDP. Le comité (ou ses membres) a également diverses fonctions dans la détermination des affaires de comportement répréhensible de la police et des appels.
Selon le mandat du Comité de police du MoD, le Comité est chargé de :
- fournir un examen minutieux et des directives pour s'assurer que les pouvoirs et l'autorité de la police sont exercés de manière impartiale et légale par le chef de police
- confirmer que le MDP respecte les normes requises par une force de police
- confirmer que dans l'exercice de son autorité, le MDP est responsable, proportionné et impartial
- confirmer que l'utilisation du MDP par le MoD est appropriée en ce qui concerne l'exercice des pouvoirs de police
- fournir un contrôle et des orientations sur les questions d'efficience et d'efficacité et sur toute autre question liée à l'utilisation de pouvoirs de police relevant de la responsabilité du MDP
- tenir compte des objectifs, du résultat financier et des dispositifs de gestion des risques du MDP
- conseiller une fois par an le titulaire du budget principal sur la performance financière et la gestion des risques en vue de son inclusion dans le rapport annuel de certification
- aider à la nomination du chef du MDP
- examiner toutes les plaintes déposées contre les dirigeants du MDP (cette responsabilité peut être déléguée à un sous-comité du comité)
- assumer toutes les responsabilités requises par le Règlement de déontologie et d'appel du MDP[18]
- soumettre un rapport annuel au secrétaire à la Défense sur l'exercice des pouvoirs de police du MDP et conseiller les ministres
- publier chaque année les coûts et dépenses de fonctionnement du Comité

## Structure de commandement
Le MDP a son propre chef de police et utilise la structure de grade standard de la police britannique. Depuis 1995, son quartier général est situé sur l’ancienne base de l’armée de l’air américaine de Wethersfield, actuellement désignée MDP Wethersfield (en). Des installations de commandement et de contrôle sont disponibles dans la salle de contrôle centrale et dans la salle de commandement Gold. Wethersfield abrite également le centre de formation de la force, qui est responsable de la formation initiale et du développement de tous les constabules du MDP.
Le MDP comprend deux divisions fonctionnelles (au lieu de cinq divisions géographiques dans le cadre du SDSR en avril 2012) :
- Division nucléaire
- Division Territoriale

Chaque division est dirigée par un surintendant principal et dispose de ses propres groupes de soutien, qui sont en mesure de réagir rapidement à tout incident imprévu ou urgence. Chaque poste est commandé par un officier de police supérieur, dont le rang varie de sergent à surintendant, en fonction de la taille, du rôle et des effectifs du poste.

## Personnel
En octobre 2013, l'effectif était d'environ 2 700 personnes. En mars 2017, le MDP comptait 2 594 officiers de police et 199 agents de police basés dans de nombreux lieux de défense du Royaume-Uni.

### Conditions d'entrée
Les conditions d'entrée des nouveaux officiers sont similaires à celles des forces de police territoriales britanniques. Cependant, étant donné que tous les agents du MDP peuvent porter une arme à feu, les normes d'acuité visuelle sont plus élevées. Les participants doivent également être ressortissants britanniques. Le MDP recrute au niveau national et les nouveaux affectés peuvent être affectés partout au Royaume-Uni. En pratique, la plupart des nouveaux entrants sont initialement affectés à la division nucléaire; soit dans l'un des deux établissements AWE du sud-est de l'Angleterre, soit dans l'une des stations de l'ouest de l'Écosse.
Les agents sont sélectionnés via le processus du centre d'évaluation SEARCH du College of Policing. En outre, les candidats doivent réussir l’évaluation de la condition physique liée au travail du MDP et un test d'aptitude aux armes à feu.

### Formation initiale
Les recrues du MDP suivent une formation de 16 semaines au centre de formation de la force à Wethersfield. Le programme suit le programme initial d'apprentissage et de perfectionnement du College of Policing. La particularité du MDP est qu’il existe des classes distinctes de droit anglais et de droit écossais qui dépendent du poste de chaque agent. Les recrues sont formées à la sécurité personnelle, notamment au PAVA, au bâton extensible et au kwikcuffs. Ils reçoivent également une formation de niveau 3 sur l'ordre public. La dernière étape du parcours de formation comprend l’évaluation de base du conducteur par la police et un cours de six semaines sur les armes à feu dispensé au Centre de formation aux armes à feu du MDP Wethersfield.

### Habilitation de sécurité
En plus des contrôles de sécurité préalables à l'entrée, tous les agents du MDP doivent être en possession d'au moins l'autorisation de contrôle de sécurité du gouvernement britannique (ce qui permet au titulaire d'obtenir le niveau UK Secret). Tous les officiers de la division nucléaire, et environ 30% de tous les autres officiers, doivent être en possession du statut Vetting développé (DV), ce qui implique une enquête sur les antécédents et des entretiens formels. Le statut DV permet à l'agent d'acquérir une habilitation de niveau UK Top Secret. Tous les agents ne réussissent pas le processus de DV; ces officiers sont ensuite employés au niveau de sécurité SC au sein de la force.
Les officiers travaillant avec les forces américaines au Royaume-Uni sont obligés de posséder une carte US Common Access Card (en) pour laquelle le gouvernement américain procède à ses propres contrôles de sécurité.

### Termes et conditions
Les nouveaux affectés effectuent une période probatoire de deux ans.
La discipline au sein du MDP est régie par le Ministry of Defence Police (Conduct) Regulations 2009, qui ressemble au Police (Conduct) Regulations 2008 qui régit les forces de police territoriales. Les officiers MDP conservent une responsabilité totale en matière de mobilité et peuvent être affectés n'importe où au Royaume-Uni à tout moment. En pratique, la plupart des mutations sont volontaires, qu'il s'agisse de promotions ou de changements demandés pour des raisons personnelles.
La rémunération du MDP suit le même barème que les forces de police territoriales; Cependant, les agents du MDP font partie du régime de pension de la fonction publique et non du régime de retraite de la police et ne contribuent que 3,5% de leur salaire brut, contre 11% pour les agents de police territoriaux. Pour pallier cette anomalie, les salaires des officiers du MDP sont réduits. Ceci est connu sous le nom de MDP Net Pay Deduction.
Le MDP applique une politique de dépistage aléatoire et «ciblé» de l'alcool et des drogues. Un test de condition physique annuel pour toutes les officiers doit être introduit.

### Defence Police Federation
Le MDP a sa propre fédération distincte des fédérations de police du Home Office. La Defence Police Federation (DPF) a été créée en 1971 et a un statut juridique aux termes de la loi de 1987 sur la police du ministère de la défense. Elle fonctionne de la même manière qu'un syndicat et l'adhésion est volontaire. Comme toutes les forces de police britanniques, le MDP n'a pas le droit de déclencher une action de grève.

## Uniforme, armement et équipement

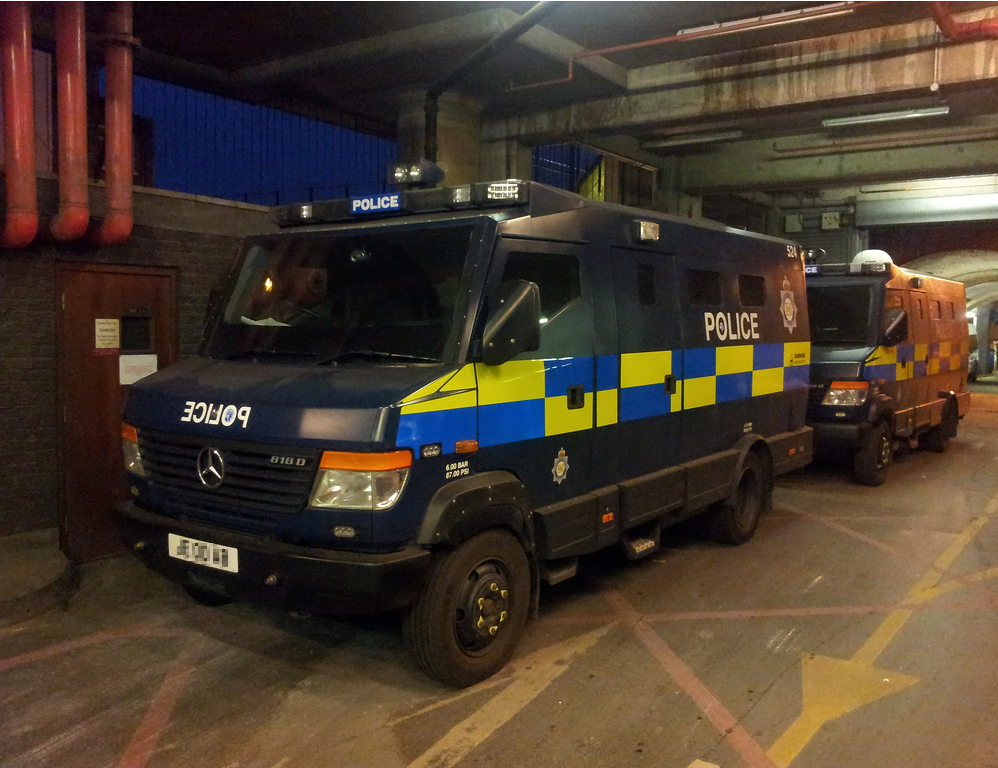
Véhicule de patrouille protégé du MDP (marquage Battenburg)

### Uniforme
La majorité des officiers du MDP portent des chemises et des pantalons de type polo noirs avec une veste noire. La coiffe dépend du rôle et est soit une casquette avec l'inscription police, soit une casquette plate à damier standard de la police britannique (pour les hommes) ou le chapeau melon (pour les femmes). Un gilet de protection balistique est remis à tous les officiers. Les officiers équipés d'armes à feu peuvent également porter un casque noir en kevlar, si nécessaire. Les officiers spécialisés du groupe de soutien tactique et du groupe d’escorte spéciale du MDP portent souvent une combinaison bleu foncé en Nomex lors des opérations.
L'uniforme que portent les officiers du MDP est presque identique à celui du service de police métropolitain, à l'exception des insignes.

### Armement
En plus de leurs gilets pare-balles personnels, du spray incapacitant PAVA, des matraques et des menottes rapides Hiatt, les officiers du MDP sont formés pour utiliser des armes à feu et environ 90% d'entre eux sont armés.
La plupart des officiers sont armés d'un Heckler & Koch MP7, alors que certaines unités spécialisées utilisent des armes telles que le Heckler & Koch MP5 et/ou le Diemaco C8. Ces unités comprennent celles qui travaillent dans la zone de sécurité du gouvernement, le groupe de soutien tactique et le groupe d’escortes spéciales. Certains officiers portent une arme de poing SIG P229. Tous les officiers armés portent (ou ont un accès immédiat à) des armes à létalité réduite que sont le Taser et/ou le lance de balles AEP de 37 mm.
Les officiers de la Division nucléaire et ceux qui travaillent avec des armes nucléaires ou des matières nucléaires spéciales portent la version 2007 du fusil d'assaut L85A2, équipée du viseur Triogon ACOG.

### Véhicules
La force utilise de nombreux types de véhicules, mais les véhicules les plus courants du MDP sont les Mitsubishi Shogun et les Ford Mondeo et Focus.
Le MDP utilise une variété de véhicules, allant des voitures de patrouille générales aux véhicules d’escorte spécialisés, en passant par les véhicules tout-terrain. En 2006, la force a adopté le système de marquage rétroréfléchissant «Battenburg» pour ses nouveaux véhicules. Cela aligne l'apparence de la flotte du MDP sur celle de la plupart des forces de police britanniques.
Les stations AWE et le groupe d'escorte spécial utilisent le véhicule de patrouille blindé Mercedes MacNeillie. Lorsqu'ils sont utilisés sur des voies publiques, ils sont colorés en bleu foncé, avec le marquage Battenburg. Lorsqu'ils sont utilisés uniquement dans les établissements du ministère de la Défense, ils sont de couleur olive terne avec des marquages noirs «police». Ce véhicule a remplacé le précédent véhicule blindé du MDP, l'Alvis Tactica, en 2010.

## Capacités spéciales

### Unité maritime

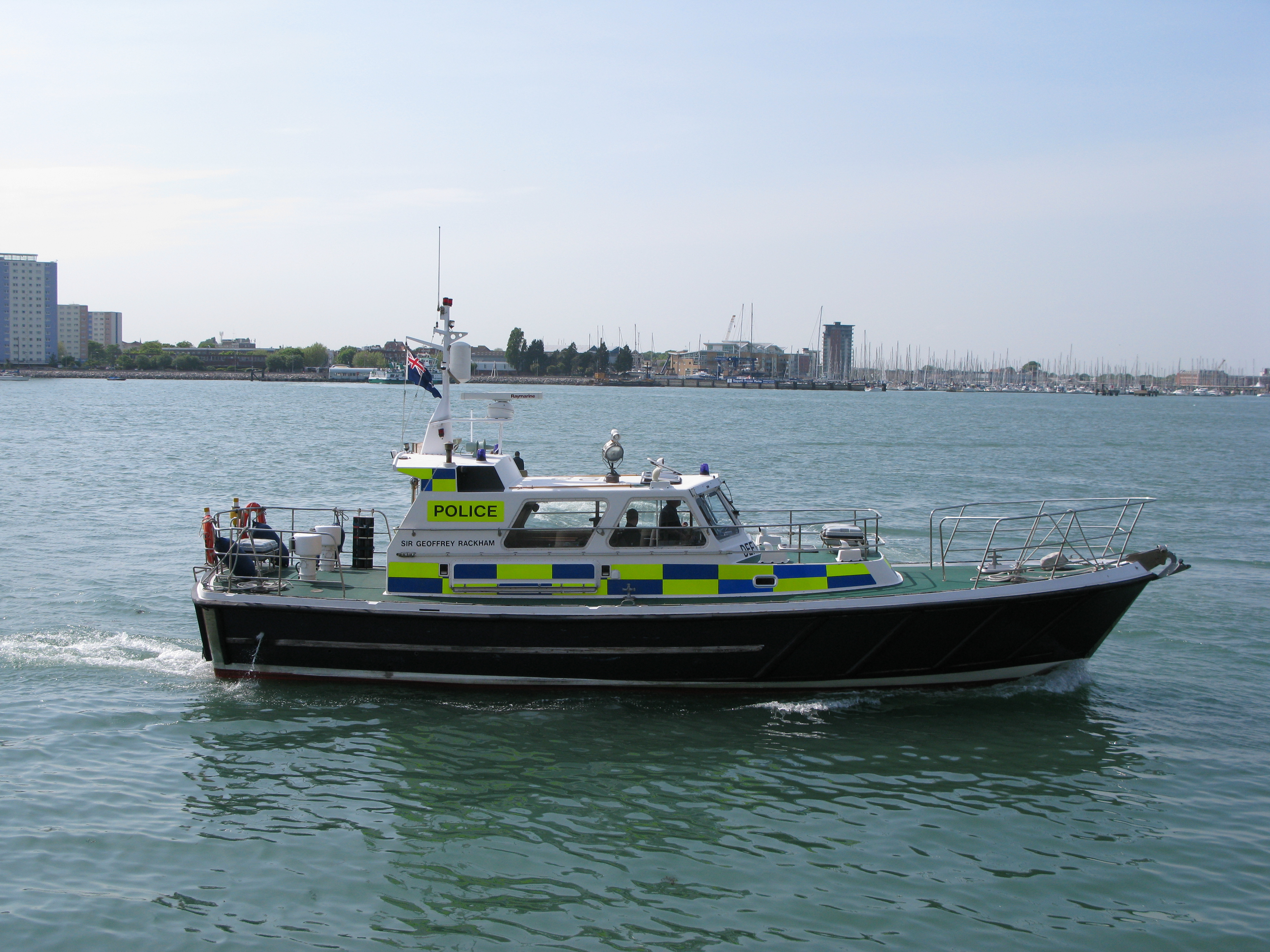
Bateau du MDP à Portsmouth

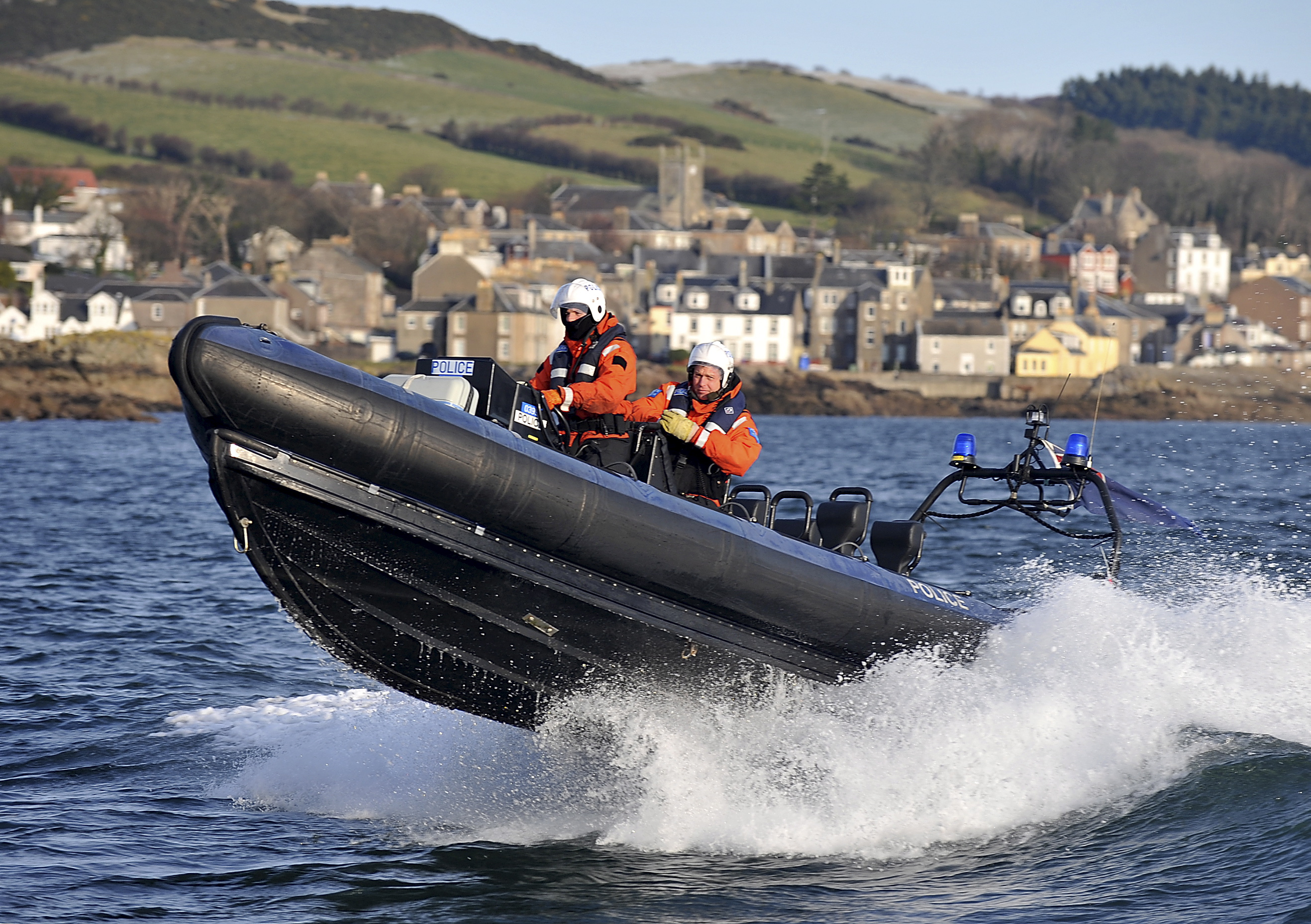
Bateau semi-rigide du MDP à Clyde

Le MDP dispose d’une flotte maritime importante. Les unités de soutien maritime sont responsables de la sécurité des voies navigables des chantiers navals de Sa Majesté et des bases navales. Les unités de soutien maritime sont basées à HMNB Portsmouth, HMNB Devonport et HMNB Clyde. Sur HMNB Clyde, l’unité marine collabore avec le Fleet Protection Group Royal Marines (en).
La flotte comprend notamment des navires de Classe Island.

### Réponse chimique, biologique, radiologique ou nucléaire

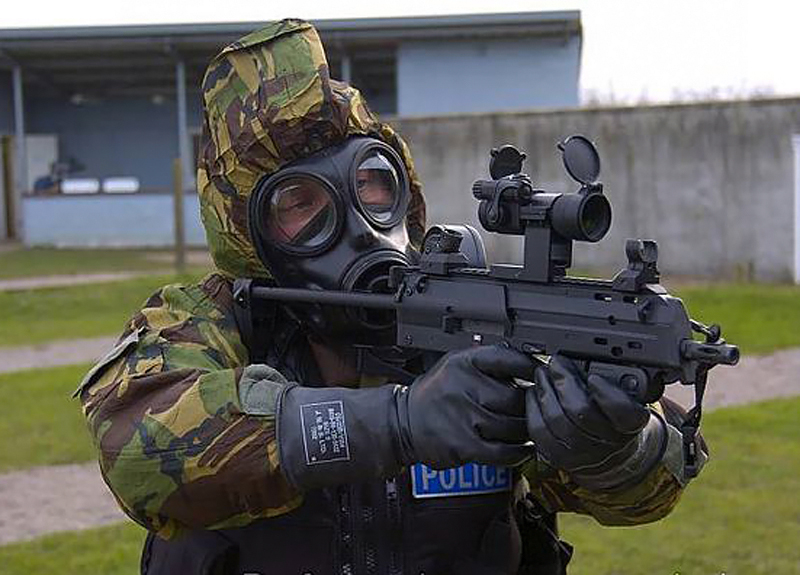
Officier du MDP avec un MP7 et équipé de la combinaison NRBC. (Remarque: cet officier porte une combinaison NRBC militaire d'entraînement DPM Mk4. Opérationnellement, le MDP porte une combinaison NRBC bleue Mk4)

Bien qu'il ne représente que 1,5% de la police nationale, le MDP dispose de 8% de la capacité de réaction nationale en matière chimique, biologique, radiologique et nucléaire (NRBC). Les officiers affectés à la division nucléaire sont formés à la défense NRBC et travaillent dans des environnements soumis à un contrôle radiologique. La force maintient un vaste bassin d’officiers spécialement entraînés à l’échelle nationale, connu sous le nom de Nuclear Guard Force (Force de garde nucléaire - NGF) qui peut être déployé à bref délai en cas d'accident nucléaire; ils exercent cette fonction aux côtés de la NARO (en) (organisation nationale de réaction aux accidents nucléaires) du Royaume-Uni.

### Sections cynophiles

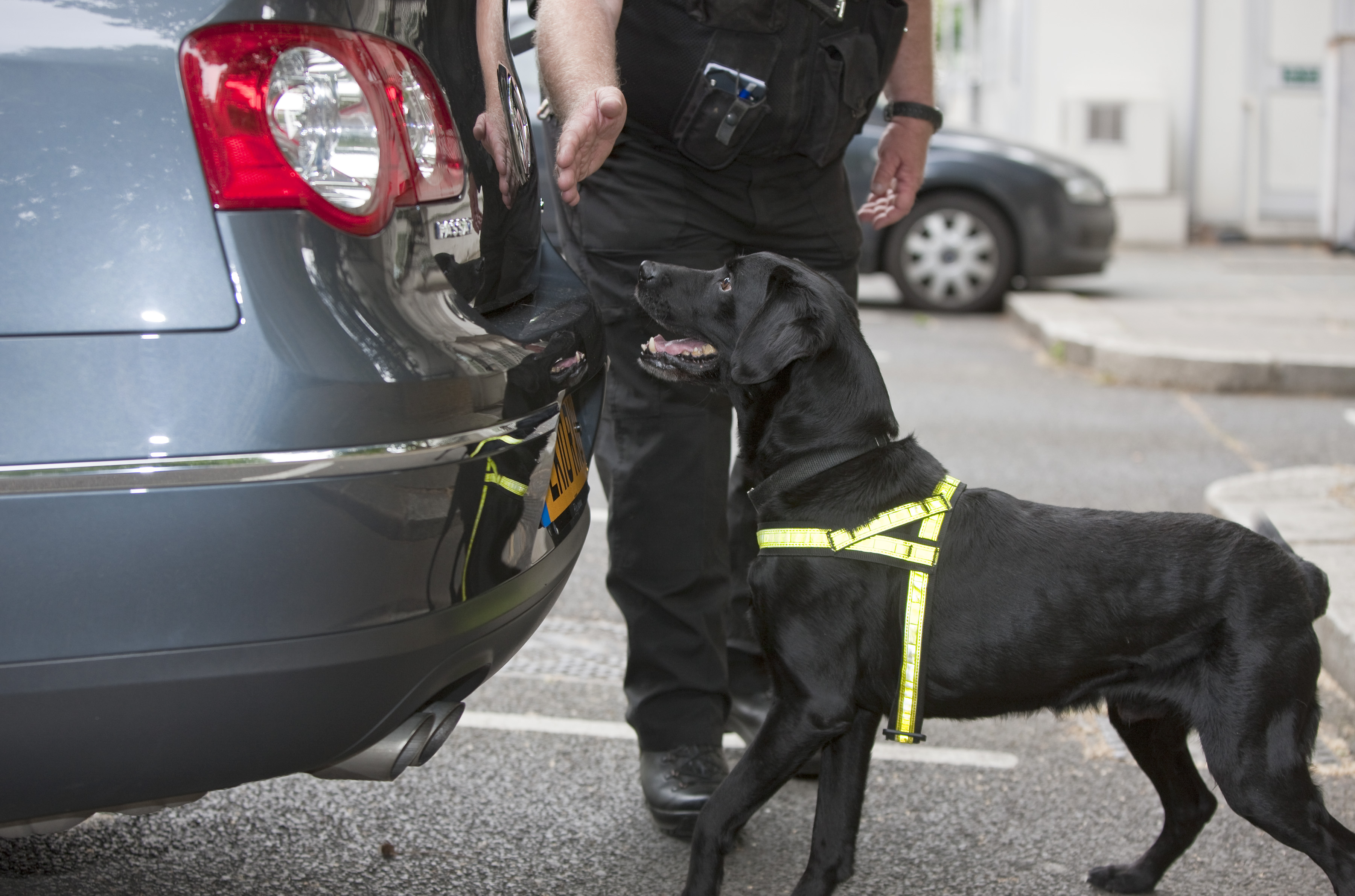
Chien détecteur d'explosifs du MDP fouillant un véhicule

Le MDP possède le deuxième plus grand nombre de chiens policiers de toutes les forces de police britanniques. Ils participent aux recherches d'explosifs, de drogues et d'armes, mais accomplissent aussi des missions de police traditionnelles.

### Groupe d'escorte spécial
Le groupe d'escorte spécial du MDP protège les armes nucléaires et les matières nucléaires spéciales en transit.

### Département des enquêtes criminelles
Le MDP dispose d'un service d'enquêtes criminelles (Criminal Investigation Department) qui agit dans tout le Royaume-Uni. Le CID enquête sur les crimes liés à la défense, y compris les fraudes graves. Un certain nombre d'unités spécialisées relèvent du mandat plus large du CID. Les officiers employés dans ces unités spécialisées doivent d'abord être qualifiés de détective. Ces unités comprennent:
- Force Intelligence Bureau: le FIB comprend un certain nombre de spécialistes, tels que des agents du renseignement sur la criminalité, des gestionnaires du CHIS, des enquêteurs des données de communication (SPoC) et des agents de la branche spéciale qui appuient d'autres enquêteurs, mènent des enquêtes et rassemblent des renseignements opérationnels dans les cas méritants leur attention.
- Crime Scene Investigation: le MDP compte un petit nombre d'enquêteurs spécialisés dans les scènes de crime (CSI), anciennement appelés officiers du service des scènes de crime (SOCO).
- Major Incident Unit: L'unité des incidents majeurs (MIU) est un groupe d'enquêteurs spécialement formés qui supervisent et gèrent les incidents ayant provoqué de graves perturbations, et qui assurent un appui pour les enquêtes complexes. Les officiers du MIU sont formés à l'utilisation de la suite logicielle HOLMES et disposent de divers équipements spécialisés.

### Groupes de soutien centraux
La Force compte trois groupes de soutien centraux (Central Support Groups - CSG), qui fournissent un appui régional lorsque des ressources supplémentaires sont nécessaires. Ceux-ci sont situés à Aldershot, Bicester et en Écosse.

### Unités de soutien opérationnel

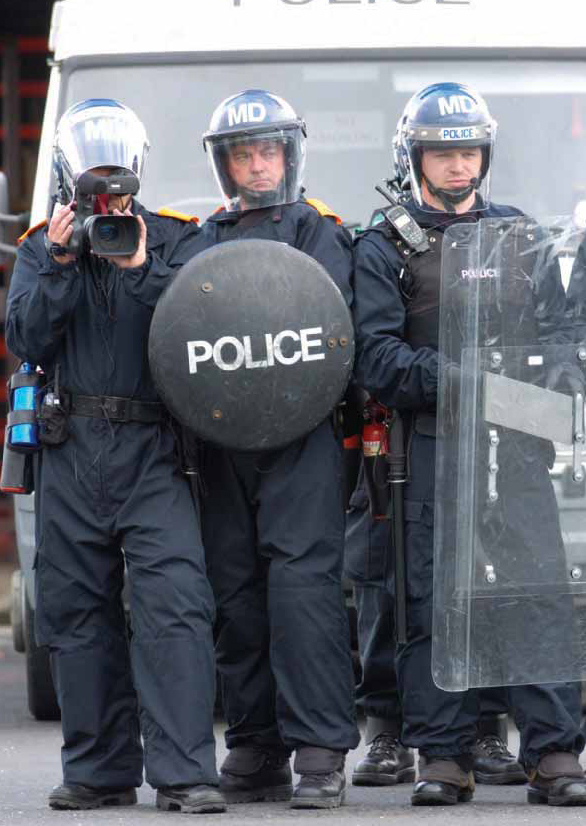
Officiers de l'unité de soutien opérationnel du MDP

L'OSU (Operational Support Units) est la réserve mobile et flexible du MDP. Chaque OSU est une unité d’intervention rapide chargée du soutien opérationnel, de l’ordre public et de la recherche de terroristes. La force dispose de deux unités OSU, l’une couvrant le nord du pays, l’autre couvrant le sud. OSU South est basé à MDP Wethersfield (en), OSU North sur RAF Linton-on-Ouse (en).

### Groupe de soutien tactique
Le groupe de soutien tactique (Tactical Support Group - TSG) est un groupe d'officiers spécialisés au sein de la division AWE. Le TSG est chargé de fournir, à court terme, une capacité avancée d’intervention dans l’Atomic Weapons Establishment. Le TSG est spécialisé dans l’entrée dynamique et l’intervention dans les installations d’AWE; y compris, le cas échéant, la récupération des armes nucléaires et des matières nucléaires spéciales.

### Officiers de police de la défense
Les DCPO (Defence community police officers) sont des officiers du MDP non armés qui assurent la police de proximité dans les établissements de la Défense ou les grands ensembles de logements militaires, de la même manière que les équipes de police de proximité des forces de police territoriales. En 2013, le nombre de sites de la Défense couverts par des officiers de police de la communauté de la Défense a été réduit, passant de plus de 40 à 16 dans le pays.

### Project Servator
Le MDP a mis en place Project Servator en tant que nouvelle tactique de maintien de l'ordre basée depuis 2016, pour dissuader et détecter les activités criminelles et terroristes, ainsi que pour rassurer les différentes communautés desservies,. Les tactiques du Project Servator fournissent une approche stratégique de la défense des sites protégés par le MDP et font partie de la volonté de la Force de déployer ses ressources de manière efficace et rentable. Le Project Servator est utilisé dans et autour des sites que le MDP protège au Royaume-Uni, y compris HMNB Portsmouth, AWE Aldermaston, AWE Burghfield, HMNB Clyde, RNAD Coulport et Whitehall. Une capacité de renfort est également disponible si nécessaire. Le MDP travaille en étroite collaboration avec: la Police Scotland, le Metropolitan Police Service, la Police de la Cité de Londres et la British Transport Police, qui gèrent également Project Server dans les zones proches des communautés desservies par le MDP.

### Police internationale
Le MDP a mené un certain nombre d'activités de maintien de l'ordre à l'étranger, mais aussi formé les forces de police locales dans ces régions. Ces missions à l'étranger ont été menées sous les mandats de l'ONU, de l'OTAN, du ministère de la Défense et du Foreign and Commonwealth Office. Les officiers du MDP employés à l'étranger sont généralement armés pour leur protection personnelle.
Le MDP est l’un des principaux contributeurs de policiers britanniques aux missions de police à l’étranger, la majorité étant déployée au Kosovo et en Afghanistan,.
Le MDP a fourni des officiers à des contingents de police dans de nombreux endroits du monde, notamment:
| - Territoire britannique de l'océan Indien - Bosnie - Kosovo - Sierra Leone - Soudan | - Géorgie - Palestine - Irak - Afghanistan |

Le MDP a également assuré le maintien de l'ordre dans les îles Pitcairn d'environ 2000 à 2007, année où elles ont engagé leurs propres agents de police à plein temps.